# Pseudoclithria kershawi
Pseudoclithria kershawi är en skalbaggsart som beskrevs av Lea 1914. Pseudoclithria kershawi ingår i släktet Pseudoclithria och familjen Cetoniidae. Inga underarter finns listade i Catalogue of Life.